# Luiz Valdir Andres
Luiz Valdir Andres (São Luiz Gonzaga, 16 de setembro de 1943) é um jornalista, radialista, empresário e político brasileiro.
É filiado ao Partido Progressista (PP). Iniciou sua vida pública como vereador no ano de 1972, em Santo Ângelo. Foi eleito prefeito de Santo Ângelo em 1988. Em 2013 foi eleito novamente para o cargo de prefeito de Santo Ângelo. Deputado estadual por três mandados (1994, 1998 e 2002), entre outros cargos, foi também secretário estadual de Minas, Energia e Comunicações (2003 a 2006), diretor administrativo do Banrisul, e presidente da Federação das Associações de Municípios do Rio Grande do Sul (Famurs), biênio 2013-2014.
Fundou as rádios Rádio Sepé Tiaraju e Nova FM e o jornal A Tribuna Regional.